# 조원로 (수원시)
조원로(Jowon-ro)는 경기도 수원시 장안구 영화동 창훈사거리 에서 장안구 조원동 조원공원사거리를 잇는도로이다.

## 주요 경유지
경기도
- 수원시 장안구 (영화동 . 조원동)

## 노선
| 이름            | 접속 노선       | 소재지          | 소재지          | 소재지          | 비고            |
| 월드컵로와 직결 | 월드컵로와 직결 | 월드컵로와 직결 | 월드컵로와 직결 | 월드컵로와 직결 | 월드컵로와 직결 |
| --------------- | --------------- | --------------- | --------------- | --------------- | --------------- |
| 창훈사거리      | 광교산로        | 수원시          | 장안구          | 영화동          |                 |
| 수원북중삼거리  |                 | 수원시          | 장안구          | 영화동          |                 |
| 수원북중사거리  | 수성로          | 수원시          | 장안구          | 영화동          |                 |
| 조원공원사거리  | 송원로          | 수원시          | 장안구          | 조원동          |                 |

## 주요 건물및 시설
- 경기남부보훈지청 (조원로 8/영화동 15-5)
- GS25 장일조원점 (조원로 77/조원동 742-4)
- 세븐일레븐 수원조원본점 (조원로 68/조원동 739-22)
- 신협 북수원신협 조원지점 (조원로 86/조원동 734-23)
- 새마을금고 수원새마을금고 조원지점 (조원로 96/조원동 733-14)